# Гуково-Гнилушевське сільське поселення
Гуково-Гнилушевське сільське поселення — муніципальне утворення уКрасносулинському районі Ростовської області.
Адміністративний центр поселення — хутір Гуково.
Населення - 2161 особа (2010 рік).

## Географія
Гуково-Гнилушевське сільське поселення розташоване на заході Красносулинського району у державного кордону з Україною, південніше міста Гукового; у верхів’ях лівих приток Кундрючою, річок Гнилуша, Велика Бугутка й Бургуста.

## Адміністративний устрій
До складу Гуково-Гнилушевського сільського поселення входять:
- хутір Гуково - 646 осіб (2010 рік),
- хутір Васецький - 263 особи (2010 рік),
- хутір Калинов - 112 осіб (2010 рік),
- хутір Комінтерн - 62 особи (2010 рік),
- селище Малий - 25 осіб (2010 рік),
- хутір Марс - 603 особи (2010 рік),
- хутір Новоровенецький - 443 особи (2010 рік),
- хутір Рози Люксембург - 7 осіб (2010 рік).